# Phenacogrammus bleheri
Phenacogrammus bleheri är en fiskart som beskrevs av Géry, 1995. Phenacogrammus bleheri ingår i släktet Phenacogrammus och familjen Alestidae. IUCN kategoriserar arten globalt som otillräckligt studerad. Inga underarter finns listade i Catalogue of Life.